# Новокубанка (Україна)
Новокуба́нка — село Красносільської сільської громади в Одеському районі Одеської області, Україна. Населення становить 109 осіб.

## Населення
Згідно з переписом УРСР 1989 року чисельність наявного населення села становила 96 осіб, з яких 48 чоловіків та 48 жінок.
За переписом населення України 2001 року в селі мешкало 109 осіб.

### Мова
Розподіл населення за рідною мовою за даними перепису 2001 року:
| Мова       | Відсоток |
| ---------- | -------- |
| російська  | 55,05 %  |
| українська | 33,03 %  |
| молдовська | 6,42 %   |
| болгарська | 4,59 %   |
| інші       | 0,91 %   |